# 무라타 슈이치
무라타 슈이치(일본어: 村田 修一, 1980년 12월 28일 ~ )는 일본의 전 프로 야구 선수이며, 야구 지도자이다. 현재 센트럴 리그인 요미우리 자이언츠의 1군 타격보조 겸 수비코치다.

## 인물

### 프로 입단 전
후쿠오카현 가스야군 사사구리정에서 미숙아로 태어나 초등학교 시절에는 연식 야구팀에서 활약을 했고 중·고등학교 시절에는 보이즈 리그의 소속팀에서 활동했다. 히가시후쿠오카 고등학교 시절에는 투수로서 고시엔 대회에 춘계 대회와 추계 대회를 연속으로 출전했고 그 외에 고교 일본 대표팀 선수로도 발탁되기도 했다.
고시엔 대회에서는 선발로 등판해 마쓰자카 다이스케(요코하마 고등학교)와의 투수전을 펼쳤지만 팀은 패했고 하계 대회에서는 첫 상대이자 후루키 가쓰아키가 소속된 도요타오타니 고등학교에게 패하면서 고교 통산 30홈런을 기록했다. 무라타 본인은 “투수로서 마쓰자카(다이스케)에게는 이길 수 없다”라고 생각해 니혼 대학에 진학한 이후에는 야수로 전향했다. 오노 류지(전 후쿠오카 소프트뱅크 호크스)와는 고교와 대학 시절 모두 동기이며 특히 고교 시절에는 배터리를 함께 짜기도 했다. 대학 시절인 3학년 가을에 이구치 다다히토와 대등한 1시즌 8개의 홈런을 때려내며 통산 20홈런(역대 2위 타이 기록)를 기록하는 등 도토 대학 리그에서의 간판 타자로 군림했다. 리그 통산 104경기에 출전하여 타율 2할 7푼 5리, 20홈런, 70타점을 남겼고 베스트 나인을 4차례나 선정되었다.
2002년 프로 야구 드래프트 회의에서는 요코하마 베이스타스에 자유 획득범위로 입단했고 그 해에 고교 후배에 해당되는 요시무라 유키도 입단했다.

### 요코하마 시절

#### 2003년
대학 시절에는 야수로 전향한 적도 있어 원래 수비 위치는 3루수였지만 같은 포지션을 갖고 있던 후루키 가쓰아키가 있었기 때문에 2루수에도 도전하였다. 6월까지는 후루키가 3루, 무라타가 2루를 차지했고 후루키가 외야로 돌아간 후반에는 주전 3루수가 되었다. 7월에는 타격 부진으로 2군에 떨어졌지만 9월에 다시 1군에 승격하면서 9월 한 달간 10개의 홈런(신인으로서는 최다 기록)를 기록하는 등 104경기에 출전하여 25개의 홈런을 때려내는 맹활약을 보였다. 그러나 9월 28일 야쿠르트 스왈로스전(메이지 진구 야구장)에서 이시도 가쓰토시가 던진 사구에 맞아 오른손 부상으로 시즌을 마쳤다.

#### 2004년
5번·3루수로서 개막전 선발 엔트리에 합류했지만 수비에서의 실책이나 삼진이 많을 정도의 타격 등 과제를 안고 있었기 때문에 시즌 도중 다네다 히토시, 우치카와 세이이치에게 주전 자리를 빼앗겨 후반기에는 7번 타자로서 출전하는 경우가 많았다. 삼진을 줄이면서 출루율을 올렸지만 홈런은 개수 크게 감소되었다.

#### 2005년
개막 때부터 시즌 끝까지 주로 7번 타자로 기용되었고 그 해부터 도입한 센트럴·퍼시픽 교류전이 시작되었지만 5월 28일의 지바 롯데 마린스전(지바 마린 스타디움)에서 2점짜리 역전 적시타를 때려냈다.

#### 2006년
2006년 월드 베이스볼 클래식을 앞두고 12개 구단의 선발 선수로서 출전했는데 월드 베이스볼 클래식 일본 대표팀 선수로 발탁된 마쓰자카 다이스케로부터 결승타가 되는 3점 홈런을 좌측 관중석을 향해 때려냈다. 개막 초에는 7번 타자였지만 다무라 히토시가 전력에서 이탈한 이후에는 5번으로 맡길 수 있다. 그 후 4번 타자를 맡고 있던 사에키 다카히로의 부진에 의해 6월 1일 후쿠오카 소프트뱅크 호크스전(요코하마 스타디움)에서 데뷔 후 처음으로 4번 타자로 출전해 그대로 시즌이 종료할 때까지 4번 타자의 자리를 양보하지 않았다. 부상자가 많은 팀내에서도 타율 2할 6푼 6리, 34홈런, 114타점을 기록할 정도의 선전하는 모습을 보였지만 양대 리그 최다 기록인 153개의 삼진을 기록하는 등 불명예스런 기록도 남겼다.
시즌 종료 후에 개최된 미일 야구에서는 일본 선발팀의 선수로 발탁되어 4차전(교세라 돔 오사카)에서는 4번 타자로서 적시타를 날렸고 5차전(후쿠오카 돔)에서는 존 래키로부터 홈런을 기록했다.

#### 2007년

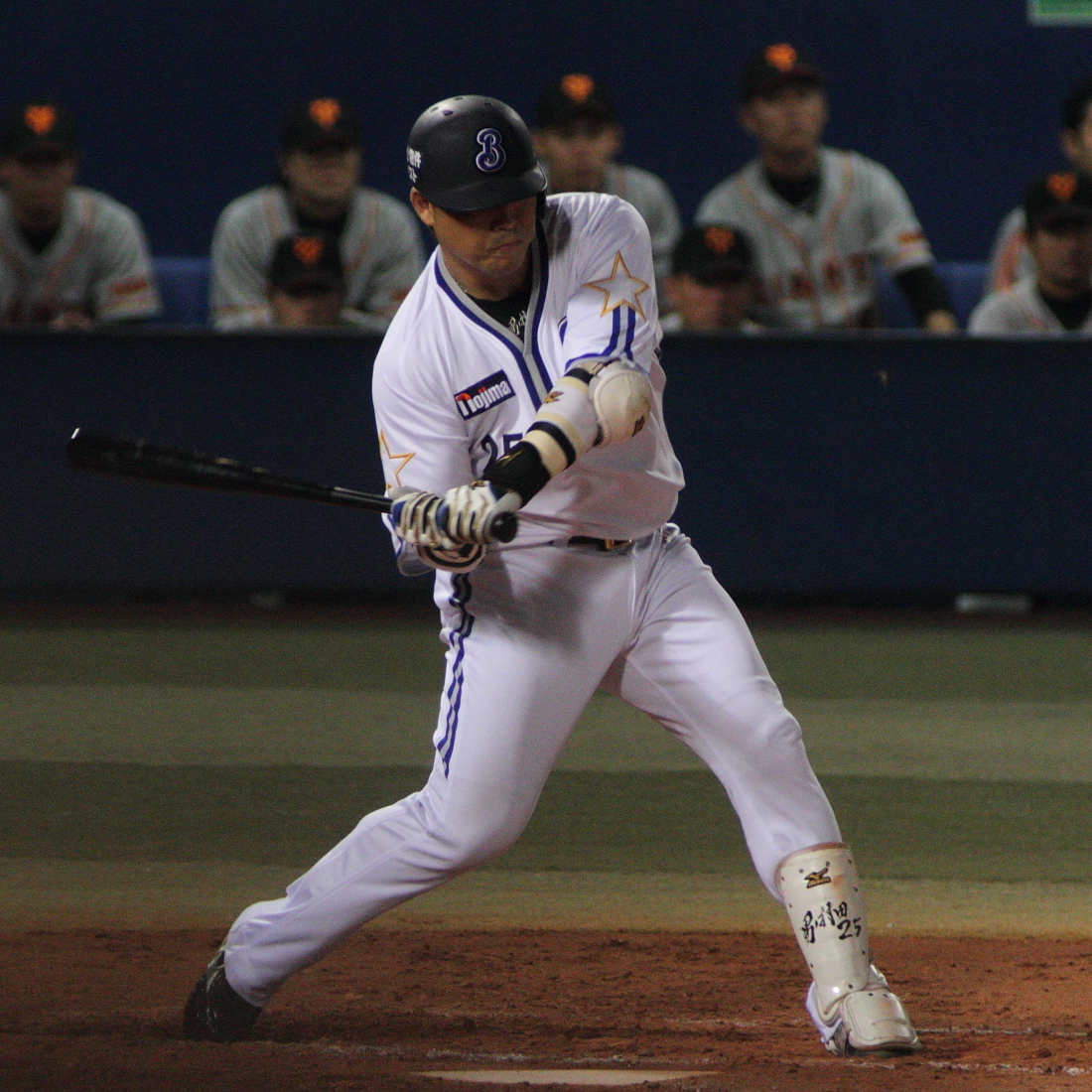
타석에서의 무라타(요코하마 시절)

모든 경기에서 4번·3루수로 선발 출전했고 2년 연속이 되는 30홈런과 100타점을 달성한 것 외에도 타율과 출루율이 전년도부터 상승하기 시작해 삼진의 개수를 감소시켰다. 950 ~ 960g이 나가는 무거운 배트를 사용한 효과도 있어 후반기에만 23개의 홈런을 양산했고 8월이 끝난 시점에서 8개 차였던 타이론 우즈를 추월하면서 애런 가이엘, 다카하시 요시노부, 우즈와 1개 차이인 36개 홈런을 기록, 데뷔 후 첫 타이틀이 되는 홈런왕을 차지했다.
10월 4일의 야쿠르트전(메이지 진구 야구장)에서는 이 경기에서의 은퇴 경기였던 스즈키 겐이 요코야마 유키야에게서 때린 13구째가 평범한 3루 파울 플라이였지만 무라타는 일부러 그 공을 처리하지 않았다. 그 결과 스즈키는 중전 안타를 때려내면서 유종의 미를 장식했다. 대부분 스포츠 신문에서는 “멋진 플레이”, “무라타의 배려”라는 표현으로 무라타에 대한 찬사를 보내고 있는 반면에 “아무리 은퇴 경기라고 해도 그 플레이(플라이를 잡지 않았다)는 너무나 완만한(스즈키에 대한) 실례”라는 야구계 일각에서의 비판도 있어 오사와 게이지와 하리모토 이사오를 비롯해 요코하마 팬인 정치평론가 아사이 노부오도 무라타의 행동에 대해 비판했다.
10월 6일 히로시마 도요 카프전(히로시마 시민 구장)에서는 현역 마지막 등판이 된 사사오카 신지로부터 홈런을 때려냈는데 이러한 경기에서 타자는 삼진당하는 것이 보통이지만 무라타는 은퇴식에서 구장을 일주한 사사오카에게 맨 먼저 다가가 “미안합니다” 라고 사과했고 경기 종료 후 “그 홈런은 오늘이 처음”이라고 눈물을 흘리기도 했다. 그러나 사사오카는 무라타의 사과에 대해 “진검승부였고, 기분이 좋았다” 라고 웃는 얼굴로 대답하는 등 무라타의 어깨를 두드리면서 격려했다. 결과적으로 이 홈런에 의해 생애 처음이 되는 홈런왕 타이틀을 단독으로 차지했고 무라타는 시즌 종료 후 “사사오카를 위해서도, 카프 팬을 위해서도 절대로 타이틀을 잡으면 마음속으로 맹세하고 있었다”라고 말했다.
12월에 개최된 베이징 올림픽 아시아 예선을 겸한 아시아 야구 선수권 대회 일본 대표팀의 일원으로 출전했고 이 때 등번호 25번을 아라이 다카히로에게 양보해 1980년생이기도 한 ‘55(쇼와 55년생)’번을 달고 출전했다.

#### 2008년
전년도와 마찬가지로 개막 때부터 4번·3루수로 출전했는데 시즌 초반에 뚜렷한 활약을 보이지는 않았지만 5월부터 컨디션을 끌어 올려 7월 중에는 30홈런에 도달했다. 전반기가 종료한 시점에 홈런과 장타율 부문에서 리그 1위로 올라서는 등의 활약에 의해 베이징 올림픽 야구 일본 대표팀 선수로 발탁되었다. 9월 14일에는 올림픽 소집 등의 영향으로 몇 차례나 결장하는 것도 본인으로서는 처음으로 40홈런에 도달했다. 최종적으로 홈런 개수에서 구단 신기록이 되는 46개까지 늘려 알렉스 라미레스와의 1개 차이로 2년 연속이 되는 홈런왕을 획득함과 동시에 처음으로 3할 대의 타율을 기록했다. 요시무라, 우치카와와 함께 구성된 우타자 클린업(3명 모두 규슈 지역 출신)은 침체되고 있는 팀 내에 있어서 상대팀의 위협적인 존재로 여겨졌다.

#### 2009년

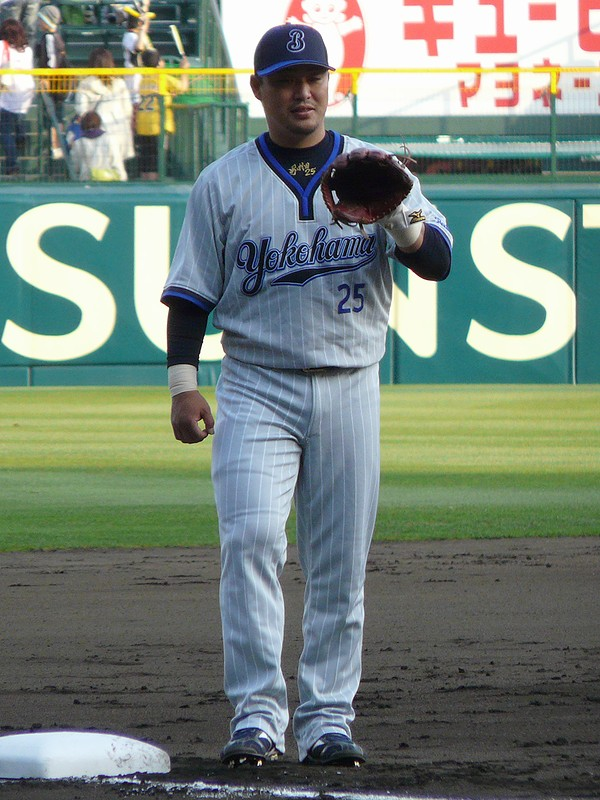
요코하마 시절의 무라타(2009년 4월 30일, 한신 고시엔 구장)

그 해부터는 요코하마 베이스타스의 선수회장으로 부임했고 시즌 개막 전에 있은 제2회 월드 베이스볼 클래식 일본 대표팀 선수로 발탁되어 첫 상대인 중화인민공화국전에서 2점 홈런을 때려냈다. 이틀 후에 열린 대한민국전에서는 4번·3루수로 출전해 김광현으로부터 2경기 연속이 되는 3점 홈런을 때려냈다. 그 이후에도 상태가 안정돼 쿠바전에서도 타점을 올렸지만 제2라운드의 순위 결정전인 대한민국전에서 오른쪽 다리부분에 근육 통증을 일으키는 부상을 당했다. 이 부상으로 인해 경기 도중에 퇴장당하는 수모를 겪으면서 결승전에 오르지 못한 채 귀국했다(대체 선수로서는 구리하라 겐타가 소집되었다). 타율 3할 2푼, 2홈런, 7타점의 성적으로 일본 대표팀이 2회 연속 우승을 달성했고 그라운드에서 기념 촬영이 있은 후에 우치카와 세이이치가 우승 트로피에 무라타의 등번호가 새겨진 유니폼을 씌워 들어 올렸다. 3월 25일 무라타는 나리타 공항에서 열린 귀국 기자회견에 모습을 드러내 하라 다쓰노리 감독으로부터 뒤늦은 금메달이 수여되었다.
귀국 후에 있은 정밀검사에서 전치 6주의 진단을 받아 나와 시즌 개막을 2군에서 맞이했다. 1군 복귀는 5월 이후로 예상되었지만 경이적인 회복력을 발휘해 4월 15일의 지바 롯데 마린스전(2군)에 4번·지명타자로 출전, 첫 번째 타석에서 홈런을 때려냈다. 그 후에는 수비에 오르면서 4월 21일에는 1군에 복귀했다. 1군에 복귀한 이후에는 성적이 저조했지만 컨디션을 서서히 끌어올려 7월 28일 한신 타이거스전에서 통산 200홈런을 달성했다. 이후에도 4번 타자로서 활약하고 있었지만 8월 7일 주니치 드래건스전(요코하마 스타디움)에서 주루 플레이 도중 왼쪽 넓적다리 부분에 통증을 일으키면서 경기 도중에 교체되었고 다음날에는 2군에 강등되었다. 정밀검사에서는 전치 6주에서 8주의 부상이라는 진단을 받아 시즌 도중의 복귀는 절망적인 상태였으나 또 다시 경이적인 회복력을 발휘해 9월 21일의 한신전에서 다시 4번 타자로 복귀했다. 최종적으로는 규정 타석을 채우지는 못했지만 시즌 25홈런을 기록했다.

#### 2010년
전년도에 겪었던 고질적인 부상을 근거로 체중을 감량하면서 시즌에 도전했지만 시즌 초반에는 극도의 부진에 시달렸고 모든 경기에서 4번 타자로 출전했지만 26개의 홈런을 기록했다. 그 해에는 국내 FA권을 취득하면서 주목받았지만 FA권을 행사하지 않고 요코하마에 잔류하겠다는 입장을 밝혔다.

#### 2011년
그 해에는 팀의 주장으로 임명돼 ‘전력 질주’라는 테마를 내걸고 자신을 포함한 요코하마 모든 선수들에게 전력 질주를 하라고 지시했다. 정규 시즌에서는 전체 144경기에서 4번·3루수로 출전한 것 외에도 올스타전에서는 대주자로 출전하기도 했다. 시즌 최종전에서 2개의 홈런을 때려내 통산 250호 홈런과 7년 연속 20홈런을 달성했다. 오프에는 FA를 취득하여 12월 8일에는 요미우리 자이언츠와 입단 계약을 맺었고 등번호는 요코하마 시절과 마찬가지로 같은 25번으로 결정했다.

#### 2012년

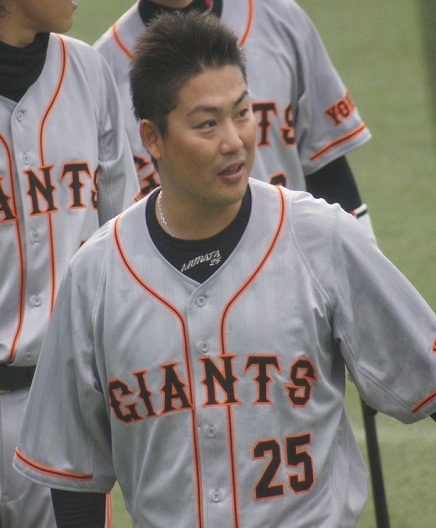
무라타 슈이치(2012년)

## 상세 정보

### 출신 학교
- 히가시후쿠오카 고등학교
- 니혼 대학

### 선수 경력
프로팀 경력
- 요코하마 베이스타스(2003년 ~ 2011년)
- 요미우리 자이언츠(2012년 ~ 2017년)

지도자 경력
- 요미우리 자이언츠 2군 타격코치(2019년)
- 요미우리 자이언츠 2군 야수 종합코치(2020년 ~ 2021년)
- 요미우리 자이언츠 1군 타격보조 겸 수비코치(2022년 ~ )

국가 대표 경력
- 2008년 베이징 올림픽 일본 국가대표
- 2009년 월드 베이스볼 클래식 일본 국가대표

### 수상·타이틀 경력

#### 타이틀
- 홈런왕: 2회(2007년, 2008년)

#### 수상
- 베스트 나인: 3회(2008년, 2012년, 2013년)
- 골든 글러브상: 2회(2013년, 2014년)
- 월간 MVP: 4회(2003년 9월, 2008년 7월, 2013년 7월, 2013년 8월)
- 우수 JCB·MEP상: 3회(2003년, 2006년, 2007년)
- 스피드업상: 1회(2011년)

### 개인 기록

#### 첫 기록
- 첫 출장: 2003년 3월 28일, 대 한신 타이거스 1차전(요코하마 스타디움), 9회초에 3루수로서 출장
- 첫 선발 출장: 2003년 4월 1일, 대 요미우리 자이언츠 1차전(도쿄 돔), 7번·2루수로서 선발 출장
- 첫 타석·첫 안타: 상동, 2회초에 구와타 마스미로부터 좌전 안타
- 첫 삼진: 상동, 9회초에 가와하라 준이치로부터
- 첫 홈런·첫 타점: 2003년 4월 2일, 대 요미우리 자이언츠 2차전(도쿄 돔), 5회초에 다카하시 히사노리로부터 좌월 솔로 홈런
- 첫 사구: 2003년 4월 12일, 대 야쿠르트 스왈로스 2차전(요코하마 스타디움), 6회말에 나리모토 도시히데로부터
- 첫 도루: 2003년 5월 7일, 대 히로시마 도요 카프 6차전(요코하마 스타디움), 2회말에 더블 스틸로 홈에 도루(투수: 앨런 뉴먼, 포수: 이시하라 요시유키)

#### 기록 달성 경력
- 통산 100홈런: 2007년 4월 10일, 대 도쿄 야쿠르트 스왈로스 1차전(요코하마 스타디움), 5회말에 이시카와 마사노리로부터 좌월 역전 결승 3점 홈런 ※역대 248번째
- 통산 150홈런: 2008년 6월 9일, 대 홋카이도 닛폰햄 파이터스 4차전(요코하마 스타디움), 5회말에 라이언 글린으로부터 우월 2점 홈런 ※역대 147번째
- 통산 200홈런: 2009년 7월 28일, 대 한신 타이거스 13차전(한신 고시엔 구장), 1회초에 안도 유야로부터 좌월 선제 3점 홈런 ※역대 93번째
- 통산 1000경기 출장: 2010년 9월 19일, 대 히로시마 도요 카프 22차전(요코하마 스타디움), 4번·3루수로서 선발 출장 ※역대 437번째
- 통산 1000안타: 2011년 5월 18일, 대 사이타마 세이부 라이온스 2차전(세이부 돔), 6회초에 이시이 가즈히사로부터 좌전 2루타 ※역대 264번째
- 통산 1000삼진: 2011년 9월 29일, 대 요미우리 자이언츠 20차전(요코하마 스타디움), 4회말에 오노 준페이로부터 ※역대 52번째
- 통산 250홈런: 2011년 10월 22일, 대 요미우리 자이언츠 24차전(도쿄 돔), 2회초에 사와무라 히로카즈로부터 우월 선제 솔로 홈런 ※역대 57번째
- 통산 몸에 맞는 볼 100개: 2012년 8월 17일, 대 히로시마 도요 카프 16차전(도쿄 돔), 8회말에 우메쓰 도모히로로부터 ※역대 20번째
- 통산 1500경기 출장: 2014년 6월 3일, 대 후쿠오카 소프트뱅크 호크스 1차전(후쿠오카 야후오쿠! 돔), 6번·3루수로서 선발 출장 ※역대 182번째
- 통산 300홈런: 2014년 8월 1일, 대 히로시마 도요 카프 12차전(도쿄 돔), 5회말에 마에다 겐타로부터 중월 솔로 홈런 ※역대 40번째
- 통산 1500안타: 2014년 8월 27일, 대 한신 타이거스 20차전(도쿄 돔), 1회말에 이와타 미노루로부터 우월 3점 홈런 ※역대 117번째

#### 기타
- 신인으로서의 월간 최다 홈런: 10개(2003년 9월)
- 한 이닝 2개의 삼진: 2004년 8월 21일, 대 주니치 드래건스 10차전(나고야 돔), 4회초에 기록 ※센트럴 리그 역대 26번째
- 교류전 사상 첫 끝내기 적시타: 2005년 5월 6일, 대 지바 롯데 마린스 1차전(요코하마 스타디움), 9회말에 고바야시 마사히데로부터 좌전 적시타
- 3타석 연속 홈런
  - 2008년 6월 21일·23일, 대 사이타마 세이부 라이온스 4차전(요코하마 스타디움) ※호아시 가즈유키, 앨릭스 그레이먼, 이시이 가즈히사로부터
  - 2008년 9월 13일·14일, 대 주니치 드래건스 22차전(요코하마 스타디움) ※사이토 신스케, 야마우치 소마로부터
- 5경기 연속 홈런: 2008년 7월 15일 ~ 7월 19일(15일 ~ 17일에는 히로시마 도요 카프 전, 18일 ~ 19일에는 요미우리 자이언츠 전)
- 올스타전 출장: 4회(2006년, 2008년, 2011년, 2012년)
- 전 구단을 상대로 한 홈런 기록: 2012년 8월 4일, 대 요코하마 DeNA 베이스타스 12차전(요코하마 스타디움), 5회초에 후쿠다 다케히로로부터 좌월 2점 홈런 ※역대 24번째
- 월간 안타: 46(2013년 8월) ※센트럴 리그 기록
- 월간 득점: 32(2013년 8월) ※센트럴 리그 기록

### 등번호
- 25(2003년 ~ 2017년)
  - 55(2008년 베이징 올림픽)
- 75(2019년 ~ )

### 연도별 타격 성적
| 연 도      | 소 속      | 경 기 | 타 석 | 타 수 | 득 점 | 안 타 | 2 루 타 | 3 루 타 | 홈 런 | 루 타 | 타 점 | 도 루 | 도 루 자 | 희 생 번 | 희 생 플 | 볼 넷 | 고 4 | 사 구 | 삼 진 | 병 살 타 | 타 율 | 출 루 율 | 장 타 율 | O P S |
| ---------- | ---------- | ----- | ----- | ----- | ----- | ----- | ------- | ------- | ----- | ----- | ----- | ----- | -------- | -------- | -------- | ----- | ---- | ----- | ----- | -------- | ----- | -------- | -------- | ----- |
| 2003년     | 요코하마   | 104   | 373   | 330   | 48    | 74    | 11      | 0       | 25    | 160   | 56    | 3     | 3        | 3        | 2        | 26    | 0    | 12    | 111   | 6        | .224  | .303     | .485     | .788  |
| 2004년     | 요코하마   | 116   | 369   | 326   | 43    | 79    | 17      | 0       | 15    | 141   | 38    | 2     | 3        | 0        | 2        | 30    | 1    | 11    | 84    | 10       | .242  | .325     | .433     | .758  |
| 2005년     | 요코하마   | 136   | 539   | 477   | 60    | 120   | 32      | 2       | 24    | 228   | 82    | 1     | 1        | 3        | 4        | 44    | 6    | 11    | 124   | 15       | .252  | .326     | .478     | .804  |
| 2006년     | 요코하마   | 145   | 611   | 545   | 83    | 145   | 30      | 3       | 34    | 283   | 114   | 1     | 0        | 4        | 10       | 39    | 0    | 13    | 153   | 11       | .266  | .325     | .519     | .844  |
| 2007년     | 요코하마   | 144   | 615   | 526   | 94    | 151   | 30      | 1       | 36    | 291   | 101   | 1     | 1        | 0        | 9        | 65    | 7    | 15    | 117   | 14       | .287  | .376     | .553     | .929  |
| 2008년     | 요코하마   | 132   | 554   | 489   | 89    | 158   | 25      | 2       | 46    | 325   | 114   | 0     | 1        | 0        | 3        | 55    | 2    | 7     | 113   | 10       | .323  | .397     | .665     | 1.062 |
| 2009년     | 요코하마   | 93    | 369   | 343   | 45    | 94    | 16      | 1       | 25    | 187   | 69    | 0     | 1        | 0        | 0        | 21    | 2    | 5     | 80    | 7        | .274  | .325     | .545     | .870  |
| 2010년     | 요코하마   | 144   | 617   | 565   | 75    | 145   | 30      | 0       | 26    | 253   | 88    | 0     | 0        | 0        | 3        | 45    | 3    | 4     | 124   | 19       | .257  | .314     | .448     | .762  |
| 2011년     | 요코하마   | 144   | 592   | 530   | 65    | 134   | 28      | 1       | 20    | 224   | 70    | 0     | 0        | 0        | 6        | 44    | 4    | 12    | 103   | 19       | .253  | .321     | .423     | .744  |
| 2012년     | 요미우리   | 144   | 575   | 516   | 49    | 130   | 27      | 0       | 12    | 193   | 58    | 1     | 3        | 2        | 6        | 36    | 3    | 15    | 85    | 16       | .252  | .316     | .374     | .690  |
| 2013년     | 요미우리   | 144   | 595   | 519   | 76    | 164   | 26      | 0       | 25    | 265   | 87    | 1     | 1        | 6        | 7        | 50    | 1    | 13    | 74    | 11       | .316  | .385     | .511     | .896  |
| 2014년     | 요미우리   | 143   | 575   | 519   | 49    | 133   | 17      | 0       | 21    | 213   | 68    | 2     | 2        | 0        | 4        | 39    | 1    | 13    | 83    | 22       | .256  | .322     | .410     | .732  |
| 2015년     | 요미우리   | 103   | 370   | 330   | 33    | 78    | 9       | 0       | 12    | 123   | 39    | 1     | 1        | 2        | 2        | 28    | 2    | 8     | 65    | 12       | .236  | .310     | .373     | .683  |
| 통산: 13년 | 통산: 13년 | 1692  | 6754  | 6015  | 809   | 1605  | 298     | 10      | 321   | 2886  | 984   | 13    | 17       | 20       | 58       | 522   | 32   | 139   | 1316  | 172      | .267  | .337     | .480     | .819  |

- 2015년 시즌 종료 기준.
- 굵은 글씨는 시즌 최고 성적.

### 연도별 수비 성적
| 연도 | 1루  | 1루  | 1루  | 1루  | 1루  | 1루    | 2루  | 2루  | 2루  | 2루  | 2루  | 2루    | 3루  | 3루  | 3루  | 3루  | 3루  | 3루    |
| 연도 | 경기 | 척살 | 보살 | 실책 | 병살 | 수비율 | 경기 | 척살 | 보살 | 실책 | 병살 | 수비율 | 경기 | 척살 | 보살 | 실책 | 병살 | 수비율 |
| ---- | ---- | ---- | ---- | ---- | ---- | ------ | ---- | ---- | ---- | ---- | ---- | ------ | ---- | ---- | ---- | ---- | ---- | ------ |
| 2003 | -    | -    | -    | -    | -    | -      | 65   | 129  | 191  | 8    | 41   | .976   | 41   | 24   | 46   | 6    | 0    | .921   |
| 2004 | 1    | 1    | 0    | 0    | 0    | 1.000  | -    | -    | -    | -    | -    | -      | 90   | 50   | 148  | 11   | 11   | .947   |
| 2005 | -    | -    | -    | -    | -    | -      | -    | -    | -    | -    | -    | -      | 136  | 83   | 245  | 15   | 20   | .956   |
| 2006 | -    | -    | -    | -    | -    | -      | -    | -    | -    | -    | -    | -      | 145  | 94   | 251  | 15   | 16   | .958   |
| 2007 | -    | -    | -    | -    | -    | -      | -    | -    | -    | -    | -    | -      | 144  | 80   | 249  | 18   | 10   | .948   |
| 2008 | -    | -    | -    | -    | -    | -      | -    | -    | -    | -    | -    | -      | 132  | 88   | 267  | 16   | 27   | .957   |
| 2009 | -    | -    | -    | -    | -    | -      | -    | -    | -    | -    | -    | -      | 92   | 52   | 141  | 10   | 11   | .951   |
| 2010 | -    | -    | -    | -    | -    | -      | -    | -    | -    | -    | -    | -      | 143  | 85   | 229  | 10   | 11   | .969   |
| 2011 | -    | -    | -    | -    | -    | -      | -    | -    | -    | -    | -    | -      | 144  | 95   | 248  | 13   | 17   | .963   |
| 2012 | -    | -    | -    | -    | -    | -      | -    | -    | -    | -    | -    | -      | 139  | 87   | 252  | 13   | 15   | .963   |
| 2013 | -    | -    | -    | -    | -    | -      | -    | -    | -    | -    | -    | -      | 144  | 88   | 234  | 11   | 19   | .967   |
| 2014 | 1    | 2    | 0    | 0    | 0    | 1.000  | -    | -    | -    | -    | -    | -      | 141  | 73   | 229  | 9    | 21   | .971   |
| 2015 | 10   | 36   | 1    | 0    | 1    | 1.000  | -    | -    | -    | -    | -    | -      | 97   | 57   | 174  | 13   | 10   | .947   |
| 통산 | 12   | 39   | 1    | 0    | 1    | 1.000  | 65   | 129  | 191  | 8    | 41   | .976   | 1588 | 956  | 2713 | 160  | 188  | .958   |

- 2015년 시즌 종료 기준.
- 굵은 글씨는 시즌 최고 성적.